# Województwo nowogródzkie (II Rzeczpospolita)

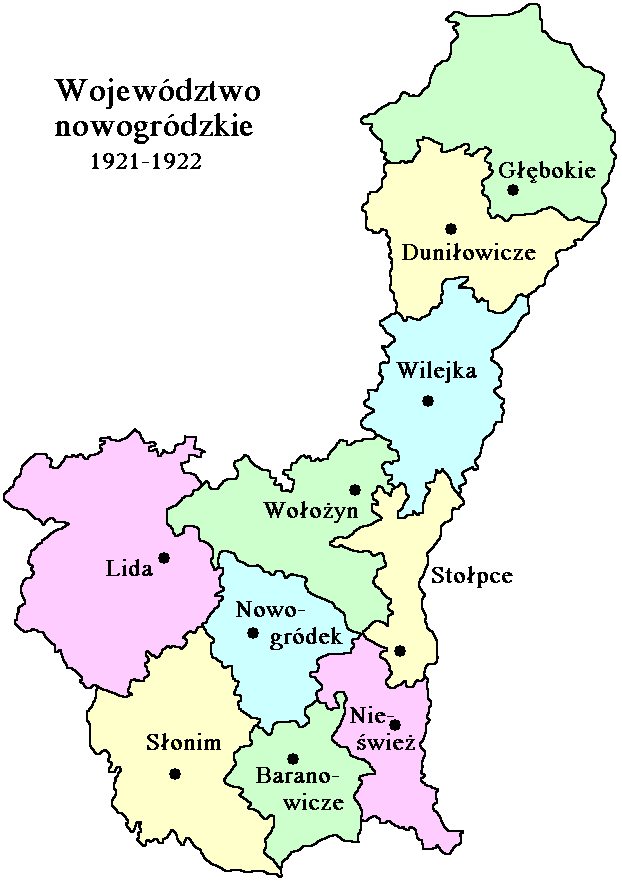
Woj. nowogródzkie przed przyłączeniem do Polski Litwy Środkowej

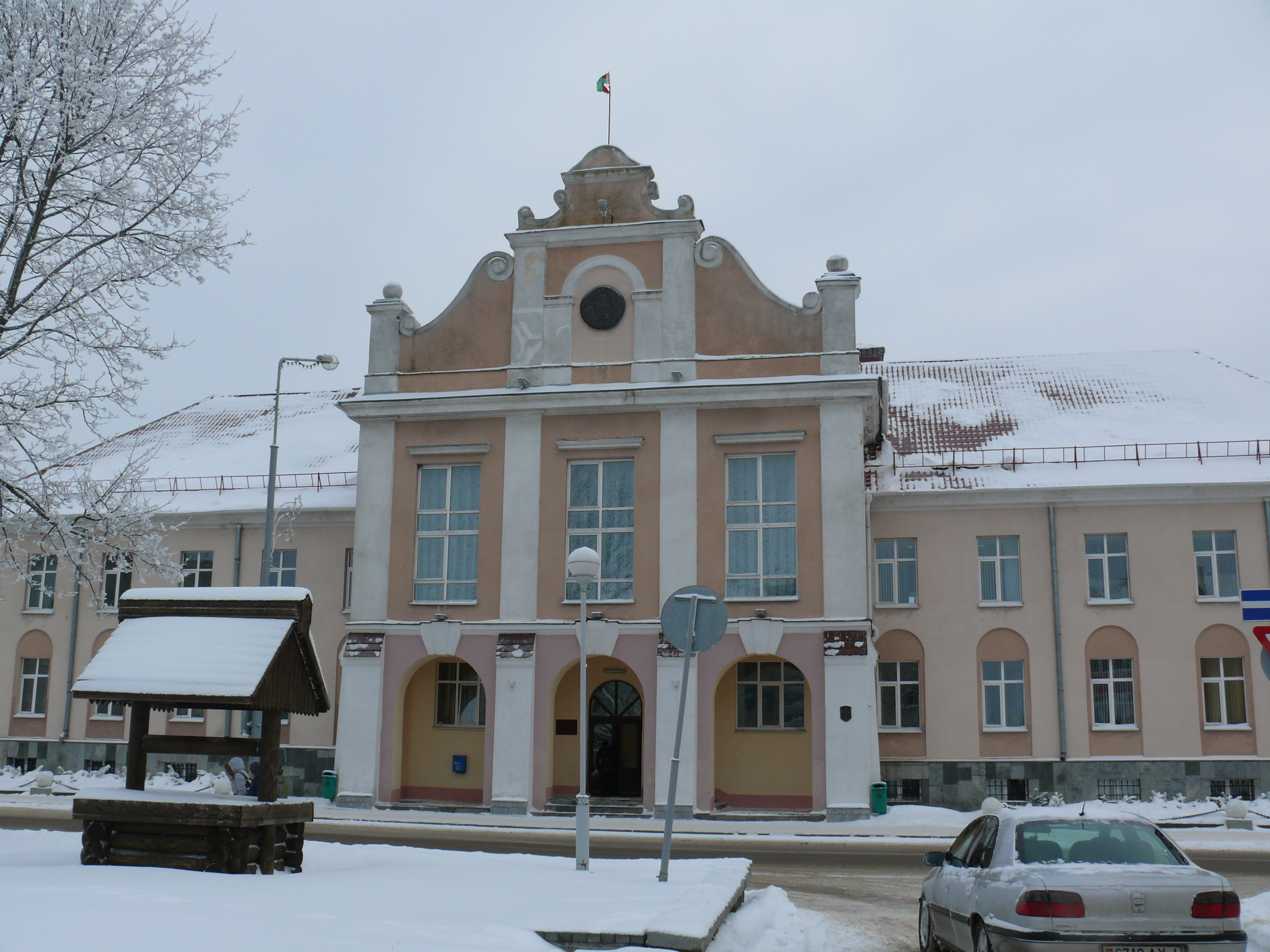
Urząd Wojewódzki Nowogródzki w Nowogródku – widok współczesny

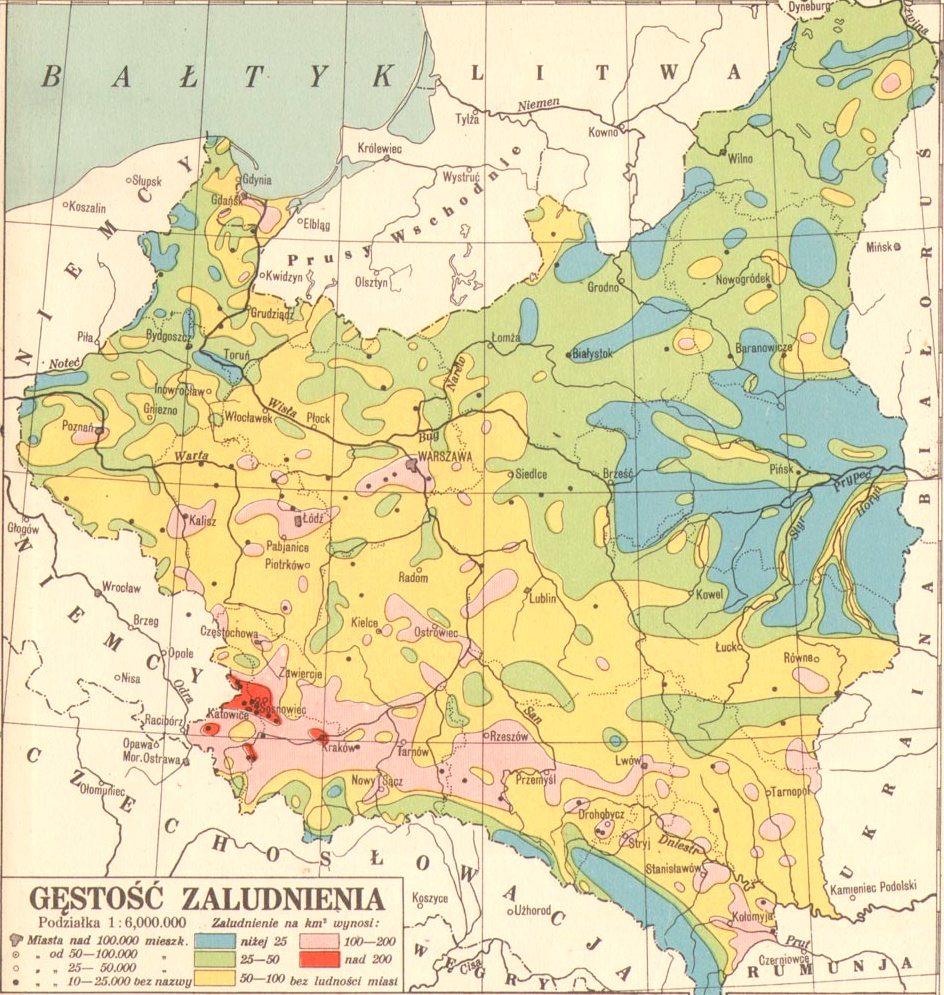
Polska, gęstość zaludnienia, 1931

Województwo nowogródzkie – jedno z 16 województw II Rzeczypospolitej w latach 1921–1939. Siedzibą władz województwa był Nowogródek. Zostało zlikwidowane przez okupacyjne władze radzieckie we wrześniu 1939 roku.

## Podział administracyjny
Powierzchnia powiatów według stanu na 1939 r., w przypadku wcześniejszego zniesienia lub zmiany przynależności wojewódzkiej powiatu na ostatni rok istnienia w ramach danego województwa. Liczba ludności na podstawie spisu powszechnego z 1931 r., w przypadku powiatów zniesionych lub przeniesionych przed tą datą, dane ze spisu powszechnego z 1921 r.
| Powiat                                      | Powierzchnia [km²] | Liczba mieszkańców | Siedziba (liczba mieszkańców) |
| ------------------------------------------- | ------------------ | ------------------ | ----------------------------- |
| baranowicki                                 | 3298               | 161 100            | Baranowicze (22 893)          |
| duniłowicki (lub duniłowiczowski) (do 1922) | 3687               | 112 717            | Duniłowicze (1386)            |
| dziśnieński (od Dzisna) (do 1922)           | 5156               | 170 342            | Głębokie (4514)               |
| lidzki                                      | 4258               | 183 500            | Lida (19 490)                 |
| nieświeski                                  | 1968               | 114 500            | Nieśwież (7357)               |
| nowogródzki                                 | 2930               | 149 500            | Nowogródek (9567)             |
| słonimski                                   | 3069               | 126 500            | Słonim (16 284)               |
| stołpecki                                   | 2371               | 99 400             | Stołpce (6569)                |
| szczuczyński (od 1929)                      | 2273               | 107 200            | Szczuczyn ([1921] 1539)       |
| wilejski (do 1922)                          | 3421               | 103 914            | Wilejka (3417)                |
| wołożyński                                  | 2799               | 115 500            | Wołożyn (6269)                |

## Wojewodowie nowogródzcy
- Władysław Raczkiewicz 10 października 1921 – 29 sierpnia 1924
- Marian Żegota-Januszajtis 29 sierpnia 1924 – 24 sierpnia 1926
- Zygmunt Beczkowicz 24 września 1926 – 20 czerwca 1931
- Wacław Kostek-Biernacki 1 lipca 1931 – 8 września 1932
- Stefan Świderski 8 września 1932 – 2 grudnia 1935 (p.o. do 1933)
- Adam Korwin-Sokołowski 17 grudnia 1935 – 17 września 1939

Wicewojewodowie
- Franciszek Zygmunt Godlewski[5]
- Marian Sochański (–1937)[6]
- Alojzy Kaczmarczyk (1937)[7]

## Ludność
Ludność województwa w 1921 roku wynosiła 822 106 osób.
Według narodowości:
- Polacy 443 701 (54%)
- Białorusini 310 152 (37,7%)
- Żydzi[9] 56 174 (6,8%)
- Litwini 9801 (1,2%)
- Rosjanie 1293 (0,2%)

Według wyznań:
- prawosławne 421 247 (51,2%)
- rzymskokatolickie 323 728 (39,4%)
- mojżeszowe 74 334 (9,0%)
- muzułmanie 1776 (0,2%)

W roku 1931 stosunki narodowościowe przedstawiały się następująco:
- Polacy – 553 859 (52,39%)
- Białorusini – 413 466 (39,11%)
- Żydzi – 77 025 (7,29%)
- inni – 12 797 (1,21%)

Według wyznań:
- prawosławne 542 333 (51,30%)
- rzymskokatolickie 424 549 (40,16%)
- mojżeszowe 82 872 (7,84%)

### Ludność województwa nowogródzkiego w 1931 r. w powiatach według deklarowanego języka ojczystego[11]
| Województwo nowogródzkie |           |                  |                  |                |                |
| Powiat                   | Łącznie   | Polacy           | Białorusini      | Żydzi          | inni           |
| baranowicki              | 161 038   | 74 916 (46,52%)  | 68 630 (42,62%)  | 15 034 (9,34%) | 2 458 (1,53%)  |
| lidzki                   | 183 485   | 145 609 (79,36%) | 19 821 (10,80%)  | 14 546 (7,93%) | 3 509 (1,91%)  |
| nieświeski               | 114 464   | 27 933 (24,40%)  | 76 286 (66,65%)  | 8 754 (7,65%)  | 1 491 (1,30%)  |
| nowogródzki              | 149 536   | 35 084 (23,46%)  | 102 932 (68,83%) | 10 326 (6,91%) | 1 194 (0,80%)  |
| słonimski                | 126 510   | 52 313 (41,35%)  | 62 434 (49,35%)  | 10 058 (7,95%) | 1 705 (1,35%)  |
| stołpecki                | 99 389    | 51 820 (52,14%)  | 40 278 (40,53%)  | 6 341 (6,38%)  | 950 (0,96%)    |
| szczuczyński             | 107 203   | 89 462 (83,45%)  | 10 369 (9,67%)   | 6 705 (6,25%)  | 667 (0,62%)    |
| wołożyński               | 115 522   | 76 722 (66,41%)  | 32 716 (28,32%)  | 5 261 (4,55%)  | 823 (0,71%)    |
| Ogółem:                  | 1 057 147 | 553 859 (52,39%) | 413 466 (39,11%) | 77 025 (7,29%) | 12 797 (1,21%) |

Główne miasta: Lida, Baranowicze, Słonim, Nieśwież, Nowogródek i Kleck.

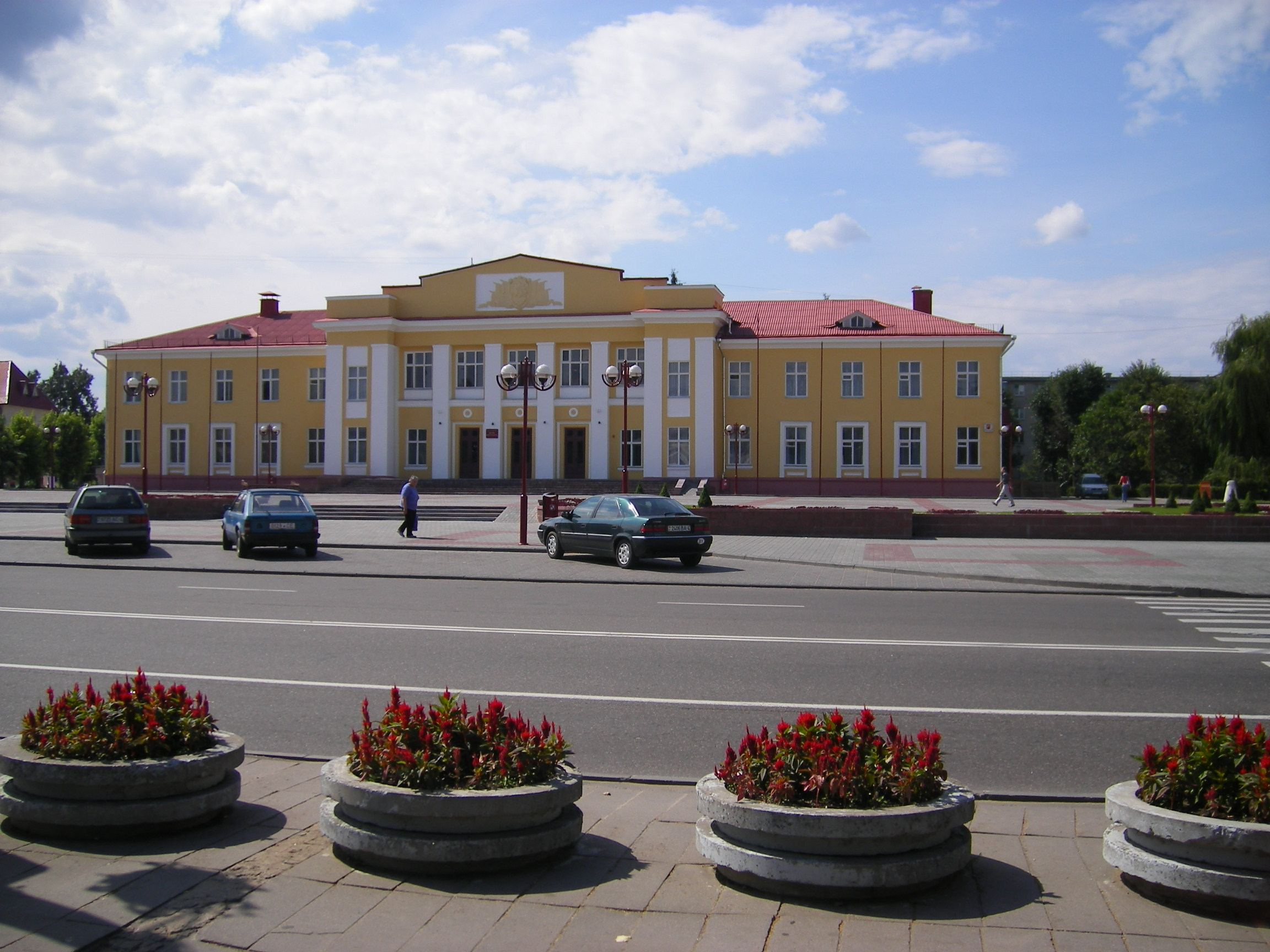
Lida
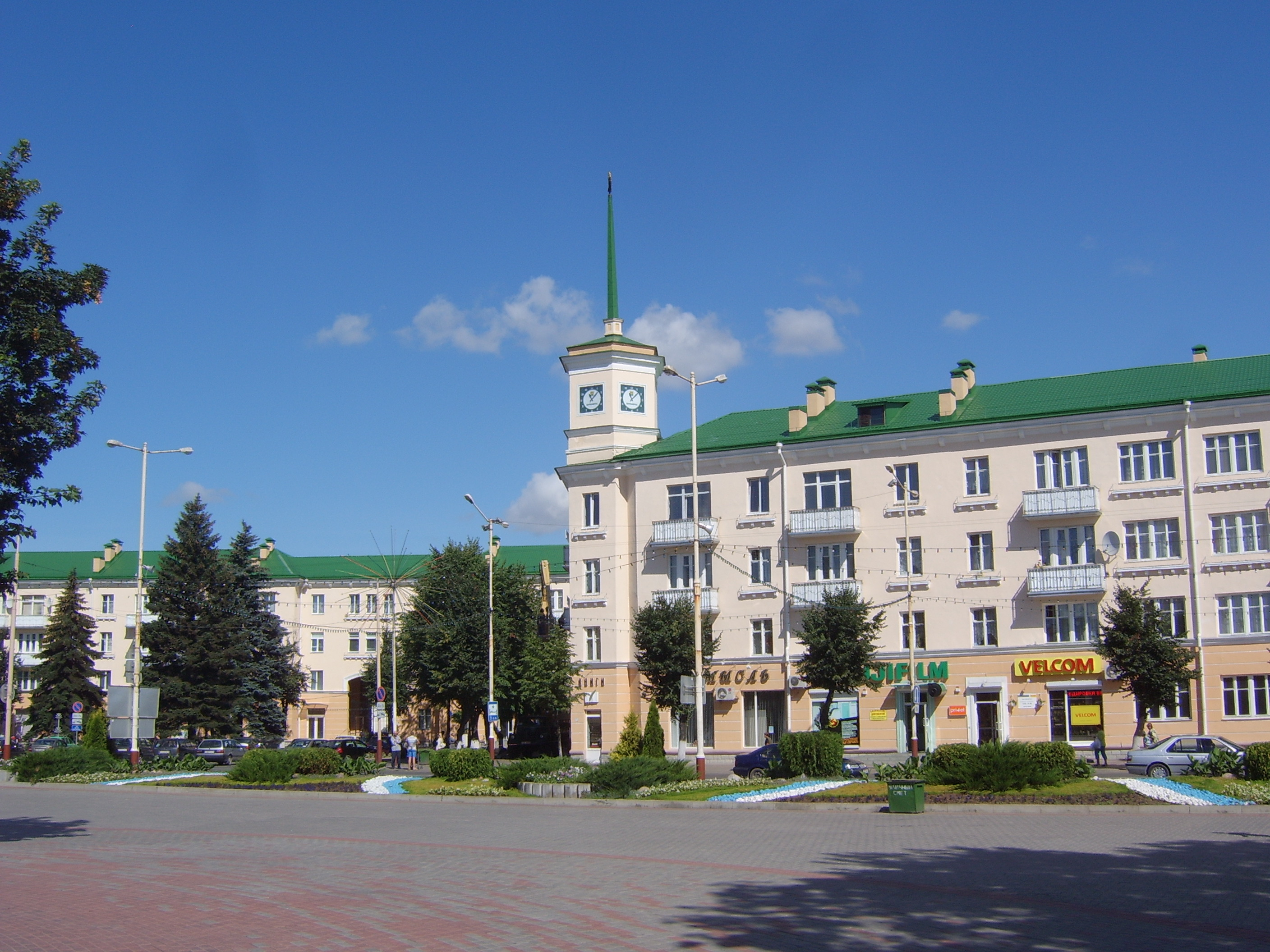
Baranowicze
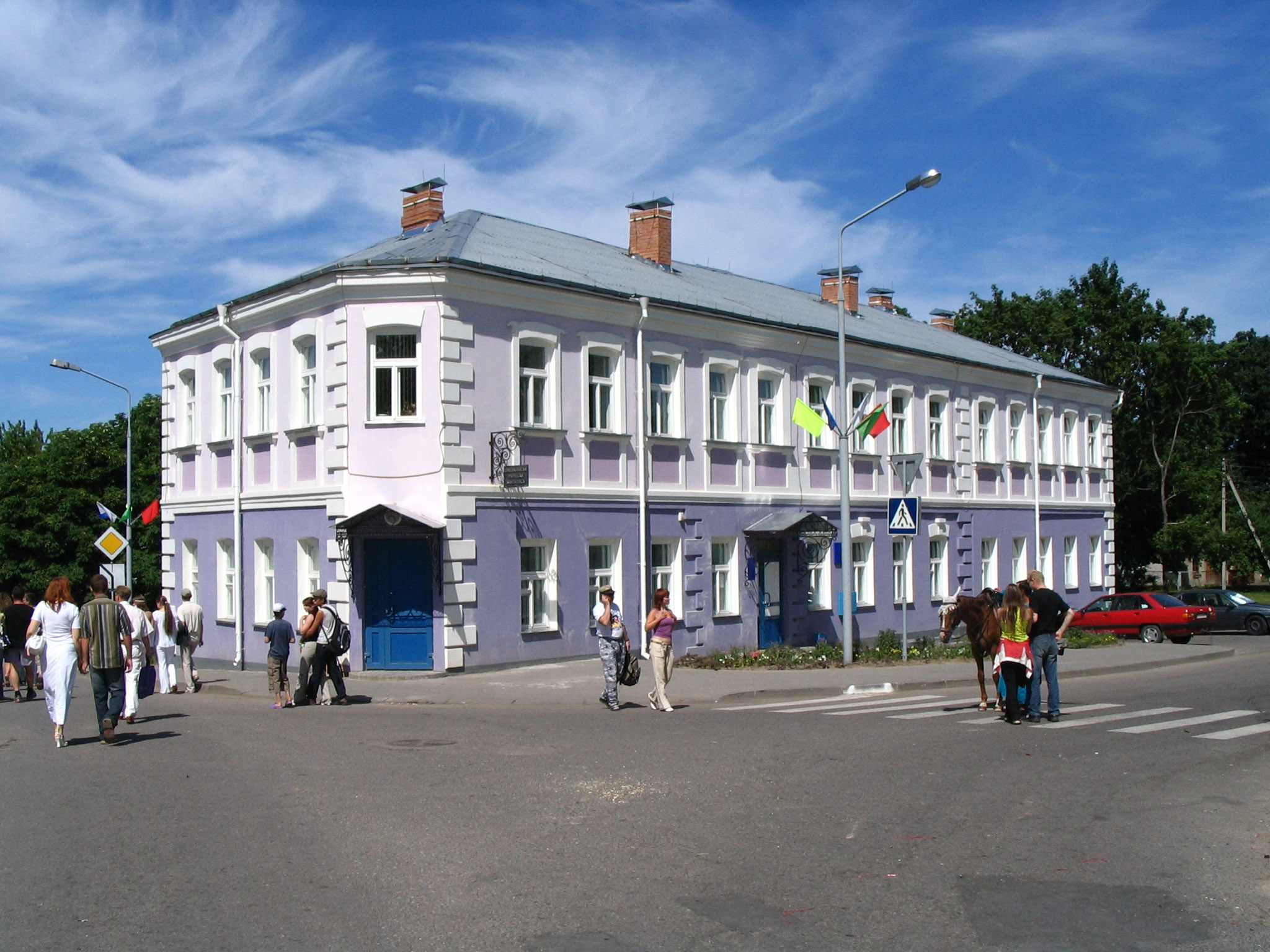
Nowogródek

### Struktura demograficzna[3]
Liczba ludności (dane z 9 grudnia 1931):
|        | Ogółem    | Ogółem | Kobiety | Kobiety | Mężczyźni | Mężczyźni |
| osób   | %         | osób   | %       | osób    | %         |           |
| ------ | --------- | ------ | ------- | ------- | --------- | --------- |
| Ogółem | 1 057 145 | 100    | 543 203 | 51,38   | 513 942   | 48,62     |
| Miasto | 102 642   | 9,71   | 52 921  | 5,01    | 49 721    | 4,70      |
| Wieś   | 954 503   | 90,29  | 490 282 | 46,38   | 464 221   | 43,91     |

▶Wieś vs ▶miasto
Ogółem (▶k, ▶m)
Miasto (▶k, ▶m)
Wieś (▶k, ▶m)

## Miasta i miasteczka

### Synteza
W latach międzywojennych istniały trzy rodzaje jednostek osadniczych o charakterze topograficznie miejskim miasto, miasteczko i osada miejska. Na terenie woj. nowogródzkiego występowały dwie formy (miasta i miasteczka).
Określenie miasto miało w latach międzywojennych trojakie znaczenie. Mogło odnosić się wyłącznie do charakteru prawnego miejscowości (a więc typu jednostki administracyjnej), co nie znaczyło automatycznie że „miasto administracyjne” faktycznie posiadało prawa miejskie. Podstawą zaliczenia danej miejscowości do grupy miast było tzw. kryterium administracyjne, jako najwięcej odpowiadające rozwojowi stosunków i życia. Mimo że większość miast prawnych prawa miejskie posiadała, wiele z nich miało zaledwie prawa miasteczka a niektóre miasta (Nisko, Borysław, Tustanowice) były wręcz wsiami.
Odwrotnie wiele miasteczek, a nawet miast – a więc faktycznie posiadających prawa miasteczka bądź prawa miejskie – były wsiami w gminach wiejskich. Jednostki te w ogólnych publikacjach nie są zaliczane do miast (a więc nie wpływają na liczbę miast województwa), co jednak lekceważy fakt posiadania praw miasteczka/praw miejskich (poniższa tabela je uwzględnia z zachowaną dystynkcją).
Wreszcie, niektóre miejscowości posiadały w nazwie wyraz Miasto – pisany wielką literą – mimo braku praw miejskich (np. Pruchnik Miasto, Waręż Miasto, Tartaków Miasto). Wyraz ten stanowił integralną część nazwy miejscowości (choć nie przesądzał bynajmniej jej charakteru topograficznego) aby odróżnić ją od innej (topograficznie wiejskiej) miejscowości o identycznej nazwie w tej samej okolicy (np. Pruchnik-Wieś, Waręż-Wieś, Tartaków-Wieś).
Za II Rzeczypospolitej do poczetu miast (gmin miejskich) zaliczano różne grupy miejscowości zależnie od obszaru dawnego zaboru, w których się znajdowały. W województwach wschodnich byłego zaboru rosyjskiego (m.in. w woj. poleskim) po odzyskaniu niepodległości panowało zamieszanie co do charakteru prawnego miejscowości posiadających prawa miejskie/miasteczka. Sprawa ta została częściowo uregulowana różnymi rozporządzeniami, lecz przepisy były tylko częściowo wykonywane. Ostatecznie w woj. nowogródzkim za miasta uznano wszystkie miejscowości posiadające w 1924 roku prawa miejskie bądź te miejscowości o prawach miasteczka, które liczyły ponad 2000 mieszkańców. Jednakże Główny Urząd Statystyczny (na którego danych poniższa tabela jest utworzona) oparł wykaz nie na stanie faktycznym, lecz na obowiązujących przepisach prawno-administracyjnych. Stąd:
- Za miasta (prawne) uznano wszelkie miejscowości, które za czasów rosyjskich posiadały ustrój miejski, o ile liczą (w 1923 roku) więcej niż 4000 mieszkańców
- Za miasteczka (prawne) uznano wszelkie miejscowości o charakterze miasteczkowym z liczbą mieszkańców (w 1923 roku) od 2000 do 4000 mieszkańców
- Za miasta/miasteczka (prawne) uznano także wszelkie inne miejscowości, na które ustawa miejska (względnie tymczasowa ustawa miejska) została rozciągnięta indywidualnymi rozporządzeniami Komisarza Generalnego Ziem Wschodnich[8]

W poniższej sortowalnej tabeli umieszczono wszystkie miasta i miasteczka województwa nowogródzkiego obu typów (stan na 1923 rok) z podziałem na charakter prawny (rodzaj jednostki administracyjnej) i przywileje (prawa miejskie/miasteczka). W późniejszych latach część najmniejszych miast status miejski utraciła; w wykazie oznaczono znakiem (►) miasta, które w 1937 roku były już wsiami.
Uwaga: Lista nie obejmuje miast i miasteczek powiatów brasławskiego, duniłowickiego, dziśnieńskiego i wilejskigo, które w latach 1921–1922 wchodziły w skład województwa nowogródzkiego, po czym na mocy ustawy z 6 kwietnia 1922 zostały 13 kwietnia 1922 włączone do Ziemi Wileńskiej (przekształconej 20 stycznia 1926 w województwo wileńskie).

### Wykaz
Stan ludności: na 30 czerwca 1921 roku (niezależnie od statusu jednostki w 1921 roku)

Główne źródło: Skorowidz miejscowości Rzeczypospolitej Polskiej – Tom VII, Część I – Województwo Nowogródzkie, Główny Urząd Statystyczny Rzeczypospolitej Polskiej, Warszawa 1923

Źródła uzupełniające: Dzienniki Ustaw, przedstawione w przypisach

► = status miejski utracony przed 1937 rokiem
| Herb | Miejscowość    | Charakter prawny | Przywileje | Powiat       | Gmina           | Liczba mieszk. |
| ---- | -------------- | ---------------- | ---------- | ------------ | --------------- | -------------- |
|      | Baranowicze    | miasto           | miasto     | baranowicki  | –               | 11471          |
|      | Bielica        | wieś             | miasteczko | lidzki       | Bielica         | 1506           |
|      | Bieniakonie    | wieś             | miasteczko | lidzki       | Bieniakonie     | 180            |
|      | Byteń          | wieś             | miasteczko | słonimski    | Byteń           | 1278           |
|      | Cyryn          | wieś             | miasteczko | nowogródzki  | Cyryn           | 274            |
|      | Delatycze      | wieś             | miasteczko | nowogródzki  | Lubcz           | 630            |
|      | Dereczyn       | wieś             | miasteczko | słonimski    | Dereczyn        | 2180           |
|      | Derewna        | wieś             | miasteczko | wołożyński   | Derewna         | 892            |
|      | Dokudowo       | wieś             | miasteczko | lidzki       | Dokudowo        | 502            |
|      | Dworzec        | wieś             | miasteczko | słonimski    | Dworzec         | 944            |
|      | Dziembrów      | wieś             | miasteczko | lidzki       | Dziembrów       | 199            |
|      | Ejszyszki      | miasto ►         | miasteczko | lidzki       | – (► Ejszyszki) | 2382           |
|      | Gieranony      | wieś             | miasteczko | wołożyński   | Siedlisko       | 277            |
|      | Hermaniszki    | wieś             | miasteczko | wołożyński   | Siedlisko       | 175            |
|      | Hołynka        | wieś             | miasteczko | słonimski    | Stara Wieś      | 432            |
|      | Horodyszcze    | wieś             | miasteczko | nowogródzki  | Horodyszcze     | 1021           |
|      | Horodziej      | wieś             | miasteczko | nieświeski   | Horodziej       | 1120           |
|      | Howiezna       | wieś             | miasteczko | nieświeski   | Howiezna        | 257            |
|      | Iszkołdź       | wieś             | miasteczko | baranowicki  | Połoneczka      | 691            |
|      | Iwieniec       | miasto ►         | miasteczko | stołpecki    | – (► Iwieniec)  | 2226           |
|      | Iwje           | miasto ►         | miasteczko | wołożyński   | – (► Iwje)      | 2731           |
|      | Jeremicze      | wieś             | miasteczko | nowogródzki  | Jeremicze       | 613            |
|      | Jeziernica     | wieś             | miasteczko | słonimski    | Czemery         | 528            |
|      | Juraciszki     | wieś             | miasteczko | wołożyński   | Juraciszki      | 203            |
|      | Kamień         | wieś             | miasteczko | stołpecki    | Iwieniec        | 844            |
|      | Kamionka       | wieś             | miasteczko | szczuczyński | Kamionka        | 569            |
|      | Kleck          | miasto           | miasto     | nieświeski   | –               | 5671           |
|      | Korelicze      | wieś             | miasteczko | nowogródzki  | Korelicze       | 799            |
|      | Kozłowszczyzna | wieś             | miasteczko | słonimski    | Kozłowszczyzna  | 467            |
|      | Kroszyn        | wieś             | miasteczko | baranowicki  | Stołowicze      | 411            |
|      | Lachowicze     | miasto           | miasteczko | baranowicki  | –               | 2819           |
|      | Lida           | miasto           | miasto     | lidzki       | –               | 13401          |
|      | Lipniszki      | wieś             | miasteczko | wołożyński   | Lipniszki       | 1061           |
|      | Lubcz          | wieś             | miasteczko | nowogródzki  | Lubcz           | 937            |
|      | Mikołajów      | wieś             | miasteczko | wołożyński   | Ługomowicze     | 215            |
|      | Mir            | miasto ►         | miasteczko | nieświeski   | – (► Mir)       | 3741           |
|      | Mołczadź       | wieś             | miasteczko | słonimski    | Mołczadź        | 1483           |
|      | Nacza          | wieś             | miasteczko | lidzki       | Koniawa         | 400            |
|      | Naliboki       | wieś             | miasteczko | wołożyński   | Naliboki        | 515            |
|      | Niedźwiedzica  | wieś             | miasteczko | baranowicki  | Niedźwiedzica   | 949            |
|      | Niehniewicze   | wieś             | miasteczko | nowogródzki  | Niehniewicze    | 406            |
|      | Nieśwież       | miasto           | miasto     | nieświeski   | –               | 6840           |
|      | Nowa Mysz      | wieś             | miasteczko | baranowicki  | Nowa Mysz       | 1815           |
|      | Nowogródek     | miasto           | miasto     | nowogródzki  | –               | 6367           |
|      | Nowojelnia     | wieś             | miasteczko | słonimski    | Dworzec         | 373            |
|      | Nowy Dwór      | wieś             | miasteczko | lidzki       | Nowy Dwór       | 655            |
|      | Orla           | wieś             | miasteczko | lidzki       | Orla            | 579            |
|      | Ostryna        | wieś             | miasteczko | lidzki       | Ostryna         | 1574           |
|      | Połoneczka     | wieś             | miasteczko | baranowicki  | Połoneczka      | 523            |
|      | Połonka        | wieś             | miasteczko | baranowicki  | Nowa Mysz       | 440            |
|      | Raduń          | wieś             | miasteczko | lidzki       | Raduń           | 1254           |
|      | Raków          | miasto           | miasto     | stołpecki    | –               | 3323           |
|      | Różanka        | wieś             | miasteczko | lidzki       | Różanka         | 734            |
|      | Rubieżewicze   | wieś             | miasteczko | stołpecki    | Rubieżewicze    | 1509           |
|      | Siniawka       | wieś             | miasteczko | nieświeski   | Siniawka        | 514            |
|      | Słonim         | miasto           | miasto     | słonimski    | –               | 9643           |
|      | Snów           | wieś             | miasteczko | nieświeski   | Snów            | 631            |
|      | Sobakińce      | wieś             | miasteczko | lidzki       | Sobakińce       | 276            |
|      | Stołowicze     | wieś             | miasteczko | baranowicki  | Stołowicze      | 678            |
|      | Stołpce        | miasto           | miasteczko | stołpecki    | –               | 2956           |
|      | Subotniki      | wieś             | miasteczko | wołożyński   | Subotniki       | 542            |
|      | Surwiliszki    | wieś             | miasteczko | wołożyński   | Traby           | 87             |
|      | Swojatycze     | wieś             | miasteczko | baranowicki  | Darewo          | 715            |
|      | Szczuczyn      | wieś             | miasteczko | lidzki       | Szczuczyn       | 1539           |
|      | Świerżeń Nowy  | wieś             | miasteczko | stołpecki    | Świerżeń        | 1246           |
|      | Traby          | wieś             | miasteczko | wołożyński   | Traby           | 981            |
|      | Trokiele       | wieś             | miasteczko | wołożyński   | Siedlisko       | 106            |
|      | Turzec         | wieś             | miasteczko | nowogródzki  | Jeremicze       | 1290           |
|      | Wasiliszki     | wieś             | miasteczko | lidzki       | Wasiliszki      | 1874           |
|      | Wawiórka       | wieś             | miasteczko | lidzki       | Myto            | 174            |
|      | Wiszniew       | wieś             | miasteczko | wołożyński   | Wiszniew        | 957            |
|      | Wołma          | wieś             | miasteczko | stołpecki    | Wołma           | 298            |
|      | Wołożyn        | miasto           | miasteczko | wołożyński   | –               | 2630           |
|      | Woronów        | wieś             | miasteczko | lidzki       | Bieniakonie     | 1232           |
|      | Wsielub        | wieś             | miasteczko | nowogródzki  | Wsielub         | 736            |
|      | Zabłoć         | wieś             | miasteczko | lidzki       | Zabłoć          | 258            |
|      | Zabrzeź        | wieś             | miasteczko | wołożyński   | Zabrzeź         | 306            |
|      | Zdzięcioł      | miasto           | miasto     | słonimski    | –               | 3080           |
|      | Żołudek        | wieś             | miasteczko | lidzki       | Żołudek         | 1552           |
|      | Żyrmuny        | wieś             | miasteczko | lidzki       | Żyrmuny         | 373            |
|      | Żyrowice       | wieś             | miasteczko | słonimski    | Żyrowice        | 508            |

## Charakterystyka ogólna
Jednym z problemów województwa był fatalny dostęp do fachowej opieki medycznej. Jak wskazywał prof. Antoni Cieszkowski, na 1 lekarza przypadało 17 900 mieszkańców (średnia dla kraju – 5400).